# Popis:Jezične porodice i jezici: Austronezijski jezici – Indijanski jezici
- Jezične porodice i jezici: Afrazijski jezici – Austroazijski jezici
- Jezične porodice i jezici: Austronezijski jezici – Indijanski jezici
- Jezične porodice i jezici: Indoeuropski jezici – Nigersko-kongoanski jezici
- Jezične porodice i jezici: Nilsko-saharski jezici – Uralsko-altajski jezici
- izolirani, neklasificirani, miješani, kreolski, znakovni, pidžinski i umjetni jezici
- Jezične porodice i jezici: Dodatak

## Austronezijski jezici
1.268 jezika. U Ethnologue (1 257)

### Tajvanski jezici
A) Atayal  (2) Tajvan: atayal, taroko.
B) Bunun (1), Tajvan: bunun
C) Istočnoformoški /East Formosan/ (5), Tajvan: amis, basay, kavalan, nataoran, siraya.
D) Formoški /Formosan (2), Tajvan: kulon-pazeh, papora-hoanya.
E) sjeverozapadni formoški /Northwest Formosan (1), Tajvan: saisiyat.
F) Paiwan (1), Tajvan: paiwan
G) Puyuma (1), Tajvan: puyuma
H) Rukai (1), Tajvan: rukai
I) Tsou (3), tajvan: kanakanabu, saaroa, tsou.
J) zapadne ravnice /Western Plains (2), Tajvan: babuza, thao.
K) neklasificirani  (1), Tajvan: ketangalan

### Malajsko-polinezijski
(1248), Indonezija, Malezija, Madagaskar, Istočni Timor.

#### Veliki Barito
(33)
a. istočni, (18) Indonezija: dusun deyah, dusun malang, dusun witu, lawangan, ma'anyan, paku, tawoyan; Madagaskar:  antankarana malagasy, bara malagasy, betsimisaraka malagasy (2 jezika, južni i sjeverni), bushi (na otoku Mayotte), masikoro malagasy, plateau malagasy, sakalava malagasy, tandroy-mahafaly malagasy, tanosy malagasy, tsimihety malagasy.
b. mahakam (2), Indonezija: ampanang, tunjung.
c. zapadni (7) Indonezija/Kalimantan: bakumpai, dohoi, katingan, kohin, ngaju, siang; izgubio status jezika: kahayan
d. Sama-Bajaw (8); ranije 9
a. Abaknon (1), Filipini: inabaknon
b. Sulu-Borneo (7) Indonezija, Malezija, Filipini: bajau (2 jezika: indonezijski i zapadna obala), balangingi, mapun, sama (3 jezika: središnji, južni i pangutaran).
c. Yakan (1), Filipini: yakan.

#### Sulawesi
64; ranije (114)
a. Bungku-Tolaki (15): bahonsuai, bungku, kodeoha, koroni, kulisusu, mori atas, mori bawah, moronene, padoe, rahambuu,  taloki, tolaki, tomadino, waru, wawonii.
b. Gorontalo-Mongondow (9): bintauna, bolango, buol, gorontalo, kaidipang, lolak, mongondow, ponosakan, suwawa.
c. Kaili-Pamona (16): bada, baras, besoa, kaili (3 jezika: da'a, ledo, unde), lindu, moma,  napu, pamona, rampi, sarudu,  sedoa,  tombelala, topoiyo, uma.
d. Minahasan (5), Indonezija/Sulawesi: tombulu, tondano, tonsawang, tonsea, tontemboan.
e. Muna-Buton (12), Indonezija/Sulawesi: bonerate, busoa, cia-cia, kaimbulawa, kioko, kumbewaha, lasalimu, liabuku, muna, pancana,  tukang besi sjeverni, tukang besi južni.
f. Saluan-Banggai (6) Indonezija/Sulawesi: andio, balantak, banggai, bobongko, saluan (dva jezika: obalsni i kahumamahon.
g. Sangirski /Sangir/ (5) Indonezija/Sulawesi: bantik, ratahan, sangil, sangir, talaud.
i. Tomini-Tolitoli (10), Indonezija/Sulawesi: balaesang, boano, dampelas, dondo, lauje, pendau, taje, tajio, tomini, totoli.
j. Wotu-Wolio (5), Indonezija/Sulawesi: kalao, kamaru, laiyolo, wolio, wotu.

#### Središnji istok
(718)

##### središnji malajsko-polinezijski
(168)
a. aru (14), Indinezija/Maluku: barakai, batuley, dobel, karey, koba, kola, kompane, lola, lorang, manombai, mariri, tarangan (2 jezika, istočni i zapadni), ujir,
b. Babar (11), Indonezija/Maluku: babar (2 jezika, sjeverni i jugoistočni), dai, dawera-daweloor, emplawas, imroing, masela (3 jezika, zapadni, središnji i istočni), serili, tela-masbuar.
c. Bima-Sumba (27), Indonezija/Nusa Tenggara: anakalangu, bima, dhao, ende, istočni ngad'a,  kambera, ke'o, kepo', kodi, komodo, lamboya, laura, li'o, mamboru, manggarai, nage, ngad'a, palu'e, rajong, rembong, riung, rongga, sabu, so'a, wae rana, wanukaka, wejewa.
d. središnji Maluku (55), Indonezija/Maluku: alune, amahai, ambelau, asilulu, banda, bati, benggoi, boano, bobot, buru, elpaputih, geser-gorom, haruku, hitu, horuru, hoti, huaulu, hulung, kadai, kaibobo, kamarian, kayeli, laha, larike-wakasihu, latu, liana-seti, lisabata-nuniali, lisela, loun, luhu, mangole,  manipa, manusela, masiwang, moksela, naka'ela, nuaulu (dva jezika, sjeverni i južni), nusa laut, palumata, paulohi, piru, salas, saleman, saparua, seit-kaitetu, sepa, sula, taliabu, teluti, tulehu, watubela, wemale (2 jezika, sjeverni i južni), yalahatan.
e. sjeverni Bomberai (4) Indonezija /Papua: arguni, onin, sekar, uruangnirin.
f. južni Bomberai (1), Indonezija/Papua: Kowiai.
g. jugoistični Maluku (5), Indonezija/Maluku: fordata, kei, selaru, seluwasan, yamdena.
h. Teor-Kur (2), Indonezija/Maluku: kur, teor.
i. Timor (49), Indonezija/Nusa Tenggara, Indonezija/Maluku, Istočni Timor: adonara, alor, amarasi, aputai, baikeno, bilba, istočni damar, dela-oenale, dengka, galoli, habu, helong, idaté, ile ape, ili'uun, kairui-midiki, kedang, kemak, kisar, lakalei, lamaholot, lamalera, lamatuka, lembata (2 jezika, južni i zapadni), leti, levuka, lewo eleng, lewotobi, lole, luang, maku'a ili makuv’a /prije u transnovogvinejskoj/, mambae, nauete, nila, perai, ringgou, roma, serua, sika, talur, termanu, tetun, te'un, tii, tugun, tukudede, uab meto, waima'a.
j. zapadni Damar (1), Indonezija/Maluku: zapadni damar.

##### istočni malajsko-polinezijski
(539)
a. Oceanijski (498)
a1. otočje Admiralty (31): andra-hus, baluan-pam, bipi, elu, ere, hermit, kaniet, kele, khehek, koro, kurti, leipon, lele, lenkau, likum, loniu, lou, mokerang, mondropolon, nali, nauna, nyindrou, pak-tong, papitalai, penchal, ponam, seimat, sori-harengan, titan , tulu-bohuai, wuvulu-aua.
a2. središnja-istočna Oceanija 227 (prije 234); ajië, akei, ambae (2 jezika, zapadni i istočni), amblong, aneityum, anuta, aore, apma, araki, 'are'are, arhâ, arhö, arosi, aulua, austral, axamb, baeggu, baelelea, baetora, baki, bauro, bierebo, bieria, big nambas, birao, bughotu, burmbar, butmas-tur, bwatoo, caac, cemuhî, dakaka, dehu, dixon reef, dori'o, dumbea, emae, eton, fagani, fataleka, fidžijski (fijian), fortsenal, futuna-aniwa, fwâi, gela, ghari, gone dau, gula'alaa, haeke, hano, havajski (hawaiian), haveke, hiw, hmwaveke, iaai, ifo, istočni futuna, jawe, jugoistočni ambrym (ambrym, southeast), jugozapadni tana (tanna, southwest), južni efate (efate, south), kahua, kapingamarangi, karolinski (carolinian), katbol, kiribati, koro, kosrae, kumak, kwaio, kwamera, kwara'ae, labo, lakona, lamenu, larevat, lau, lauan, lehali, lehalurup, lelepa, lenakel, lengo, letemboi, lewo, lingarak, litzlitz, lomaiviti, longgu, lonwolwol, lorediakarkar, mae, mafea, maii, malango, malfaxal, malo, malua bay, mangarevanski (mangareva), maorski, mapia, maragus, marino, markeški (marquesan, 2 jezika, sjeverni i južni), maršalski (marshallese), maskelynes, mea, mele-fila, merei, merlav, mokil, morouas, mortlock, mosina, mota, motlav, mpotovoro, namakura, namonuito, namosi-naitasiri-serua, narango, nasarian, nauruski, navut, neku, nemi, nengone, niuafo'ou, niuatoputapu, niujski (niue), nokuku, nukumanu, nukuoro, nukuria, nume, numee, nyâlayu, olrat, ontong java, oroha, orowe, owa, pááfang, paama, paicî, penrhyn, piamatsina, pije, pileni, pingelapese, pohnpeian, polonombauk, port sandwich, port vato, pukapuka, puluwatese, pwaamei, pwapwa, rakahanga-manihiki, rapa, rapa nui, rarotongan, rennell-belona, repanbitip, rerep, roria, rotuman, sa, sa'a, sakao, samoanski, satawalese, seke,  shark bay, sie, sikaiana, sjeverni ambrym (ambrym, north), sjeverni efate (efate, north), sjeverni tanna (tanna, north), sonsorol, south west bay, sowa, središnji maewo (maewo, central), tahitiski (tahitian), takuu, talise, tambotalo, tanapag, tangoa, tasmate, tiale, tikopia, tiri, to'abaita, tobian, toga, tokelauan, tolomako, tonganski, tručki (chuukese), tuamotu, tutuba, tuvalu, ulithian, unua, ura, uripiv-wala-rano-atchin, valpei, vamale, vao, vatrata, vinmavis, vunapu, waamwang, wailapa, wala, walliški, wetamut, whitesands, woleaian, wusi, xârâcùù, xaragure, yuaga, zapadni fidžijski, zapadni uvea (uvean, west), zire
a3 St. Matthias (2) Papua Nova Gvineja: mussau-emira, tenis.
a4. japski (yapese) (1) Mikronezija; japski
a5. zapadna Oceanija (230) Solomonovi Otoci, Papua Nova Gvineja: abadi, adzera, aigon, aiklep, akolet, amara, anuki, anus, apalik, are, aribwatsa, aribwaung, arifama-miniafia, arop-lukep, arop-sissano, 'auhelawa, avau, awad bing, babatana, bannoni, bariai, barok, bebeli, biem, bilbil, bilur, bina, blablanga, bola, bonggo, boselewa, buang (2 jezika, mangga i mapos), budibud, bugawac, buhutu, bulu, bunama, bwaidoka, bwanabwana, cheke holo, dambi, dawawa, diodio, dobu, doga, duau, duke, duwet, galeya, gao, gapapaiwa, gedaged, ghanongga, ghayavi, gimi, gitua, gorakor, gumawana, guramalum, gweda, hahon, haigwai, hakö, halia, hoava, hote, hula, iamalele, iduna, iwal, kaiep, kairiru, kakabai, kandas, kaninuwa, kapin, kara, karnai, karore, kaulong, kayupulau, keapara, kela, kilivila, kis, kokota, koluwawa, konomala, kove, kuanua, kumalu, kuni, kusaghe, label, labu, laghu, lala,  lamogai, lavatbura-lamusong, lawunuia, lesing-gelimi, lihir, liki, lote, lungga, lusi, madak, magori, maiadomu, maisin, maiwala, malalamai, malasanga, maleu-kilenge, malol, mamusi, manam, mandara, mangseng, mari, marik, marovo, masimasi, mato, matukar, mbula, medebur, mekeo, mengen, meramera, minaveha, mindiri, minigir, misima-paneati, miu, molima, mono, motu, mouk-aria, muduapa, musom, mutu, muyuw, mwatebu, nafi, nakanai, nalik, nehan, nimoa, notsi, numbami, ormu, ouma, oya'oya, papapana, patep, patpatar, petats, piu, podena, ramoaaina, ririo, ronji, roviana, saliba, saposa, sengseng, sepa, sera, sewa bay, siar-lak, simbo, sinaugoro, sio, sissano, sobei, solong, solos, suau, sudest, sursurunga, takia, tami, tangga, tarpia, taupota, tawala, teop, terebu, tiang, tigak, tinputz, tobati, tomoip, torau, toura, tumleo, tungag, ubir, ughele, ulau-suain, uneapa, uruava, vaghua, vangunu, varisi, vehes, wab, wa'ema, wagawaga, waima, wakde, wampar, wampur,  watut (3 jezika, središnji,. sjeverni i južni), wedau, wogeo, yabem, yakaikeke, yakamul, yamap, yamna, yarsun, yoba, zabana, zazao,zenag.
a6. Temotu (10): amba, asumboa, ayiwo, nanggu, santa cruz (natügu), tanema, tanimbili, teanu, vano; novopriznatNalögo
b. južna Halmahera-zapadna Nova Gvineja (41), Indonezija: ambai, ansus, as, bedoanas, biak, biga, buli, busami, dusner, erokwanas, gane, gebe, irarutu, iresim, kawe, kurudu, legenyem, maba, maden, makian, marau, matbat, ma'ya, meoswar, mor, munggui, papuma, patani, pom, roon, sawai, serui-laut, tandia, wabo, waigeo, wandamen, waropen, wauyai, woi, yaur, yeretuar.

##### hukumina
(1): hukumina. Indonezija

##### neklasificirani
(1), Indonezija: kuri.

#### Chamorro
(1),  Guam: chamorro

#### Enggano
(1), Indonezija: enggano.

#### Filipinskiex-porodica
(179) 
. sjeverni Filipini (72)
a. Bashiic-središnji Luzon-sjeverni Mindoro (16): alangan, ayta (5 jezika: ambala ayta, abenlen, bataan, mag-indi, mag-anchi), bolinao, hatang-kayey (remontado agta), ibatan, iraya,  ivatan, pampangan, sambal (2 jezika: botolan, tinà), tadyawan, yami.
b. sjeverni Luzon (56): agta (8 jezika: središnji, casiguran dumagat, dupaninan, dicamay, camarines norte, umiray dumaget, alabat island, villa viciosa), alta (dva jezika, sjeverni i južni), arta, atta (3 jezika: pudtol, pamplona, faire), balangao, finallig, ga'dang, gaddang, ibaloi, ibanag, ifugao (4 jezika: amganad, batad, tuwali, mayoyao), ilocano, ilongot, isinai, isnag, itawit, itneg (7 jezika: adasen, moyadan, binongan, inlaod, maeng, masadiit, banao), i-wak, kalinga (8 jezika: gornji tanudan, mabaka valley, madukayang, limos, donji tanudan, lubuagan, južni, butbut), kallahan (3 jezika: keley-i, kayapa, tinoc), kankanaey, karao, kasiguranin, pangasinan, paranan, sjeverni kankanay, središnji bontoc, yogad.
E12. Mezofilipini (61)
a. središnji Filipini (47): agta (3 jezika, isarog, mt. iraya, mt. iriga), aklanon, ata, ati, ayta (2 jezika, sorsogon, tayabas), bantoanon, bicolano (5 jezika: albay, središnji, iriga, sjeverni catanduanes, južni catanduanes), butuanon, caluyanun, capiznon, cebuano, cuyonon, davawenyo, filipinski, hiligaynon, inonhan, kalagan, kalagan (2 jezika kagan i tagakaulu), kamayo, karolanos, kinaray-a, magahat, malaynon, mamanwa, mandaya (3 jezika cataelano, karaga i sangab), mansaka, masbatenyo, porohanon, ratagnon, romblomanon, sorsogon (2 jezika masbate i waray), sulod, surigaonon, tagalog, tausug, waray-waray.
b. Kalamian (3): agutaynen, tagbanwa (2 jezika: calamian i središnji).
c. Palawano (7): batak, bonggi (danas se klasificira u dusunske jezike), molbog, palawano (3 jezika: središnji, jugozapadno, brooke's point), tagbanwa.
d. južni Mangyan (4): buhid, hanunoo, tawbuid (2 jezika: istočni i zapadni).
E18. južni Mindanao (5)
a. Bagobo (1), Filipini: giangan.
b. Bilic (3), Filipini: blaan, (2 jezika: koronadal, sarangani), tboli.
c. Tiruray (1), Filipini: tiruay.
E19. južni Filipini (23)
a. Danao (3): iranun, maguindanao, maranao.
b. Manobo (15): binukid, higaonon, kagayanen, manobo (11 jezika: dibabawon, rajah kabunsuwan, agusan, ata, matigsalug, obo, zapadni bukidnon, ilianen, cinamiguin, cotabato, sarangani), tagabawa.
c. Subanun (5): subanun (5 jezika: lapuyan, sjeverni, središnji, kolibugan, zapadni).

#### južni Sulewasi
(31) 
h. južni Sulawesi (31): aralle-tabulahan, bambam, bentong, budong-budong, bugis, campalagian, dakka, duri, embaloh, enrekang, kalumpang, konjo (2 jezika, obalni i planinski; coastal, highland), lemolang, maiwa, makasar, malimpung, mamasa, mamuju, mandar, panasuan, pannei, seko padang, seko tengah, selayar, tae', talondo', taman, toala', toraja-sa'dan, ulumanda'.

#### Lampung
(9; po novijoj klasifikaciji 3: lampung nyo, lampung api i komering), Indonezija/Sumatra:
a. Abung (3): abung, kayu agung, ranau.
b. Pesisir (6): komering, krui, lampung, južni pesisir (pesisir, southern), pubian, sungkai.

#### Land Dayak
(16)Indonezija/Kalimantan, Malezija/Sarawak: bekati', benyadu', biatah, bukar sadong, djongkang, jagoi, kembayan, land dayak, lara', nyadu, ribun, sanggau, sara, semandang, tringgus; izgubio status jezika: ahe

#### Malajsko-sumbavski
a. Bali-Sasak (3), Indonezija: bali, sasak, sumbawa.
E10. Madurski (2)Indonezija/Java, Bali: kangean, madura.
E11. Malajički/malayik (70)
a. Achinese-Cham (11) Indonezija/Sumatra, Vijetnam, kambodža, Kina: aceh, cham (2 jezika, zapadni i istočni), chru, haroi, jarai, ra-glai ili cacgia roglai,  rade, roglai (južni i sjeverni), tsat.
b. Malajski-lom (1), Indonezija/Sumatra: lom
c. Malajski (46), Malezija, Indonezija, Tajland: Ambonski malajski, banjar, bengkulu, brunei, duano', enim, indonezijski, jakun, kaur, kerinci, kubu, lematang, lembak, lintang, loncong, lubu, malajski (14 raznih malajskih jezika: malajski, bacan, balinese, berau, bukit, cocos islands, jambi, kedah, kota bangun kutai, makassar, sjeverni molučki, pattani, sabah, tenggarong kutai), minangkabau, muko-muko, musi, negeri sembilan malay, ogan, orang kanaq, orang seletar, palembang, pasemah, pekal,  penesak, rawas, semendo, serawai, sindang kelingi, temuan, urak lawoi'; banda malajski, betawi (prije klasificirani u kreolske jezike).
d. Malajski-Dayak (10) Indonezija/Kalimantan, Malezija/Sarawak: balau, iban, kendayan, keninjal, malajski dayak, mualang, remun, seberuang, sebuyau, selako.
E22. sundski/Sundanese (2), Indonezija/Java: badui, sunda.

#### Moklen
(2), Tajland, Burma: moken, moklen.

#### Palauanski
(1), Palau: palauanski.

#### Rejang
(1): Rejang. Indinezija

#### Javanski
(5), Indonezija/Java, Bali; Surinam, Nova Kaledonija: javanski, novokaledonski javanski, karipski javanski ili surinsmski javanski, osing, tengger.

#### Sjeverni Borneo
(99) 
E14. sjeverozapad  (84)
a. Melanau-Kajang (13). Malezija/Sarawak: bukitan, daro-matu, kajaman, kanowit, lahanan, melanau, punan batu 1, sekapan, seru, sian, sibu, tanjong, ukit.
b. sjeverni Sarawak (37): belait, berawan, bintulu, bolongan, bookan, kalabakan, kelabit, keningau murut, kenyah (10 jezika: bahau river, kayan river, upper baram, kelinyau, mahakam, zapadni, sebob, bakung, tutoh, wahau), kiput, lelak, lengilu, lundayeh, madang, narom, okolod, paluan, punan tubu, putoh, sa'ban, selungai murut, sembakung murut, serudung murut, tagal murut, tidong, timugon murut, tring, tutong 2.
c. Rejang-Sajau (5): basap, burusu, punan bah-biau, punan merap, sajau basap.
d. Sabahanski /Sabahan/ (29): abai sungai, bisaya (3 jezika: sabah, brunei, sarawak), dumpas, dusun (4 jezika: središnji, sugut, tambunan, tempasuk), gana, gornji kinabatangan (kinabatangan, upper), ida'an, kadazan (3 jezika: labuk-kinabatangan, klias river, obali), kimaragang, kota marudu talantang, kota marudu tinagas, kuijau, lobu (2 jezika: tampias, lanas), lotud, minokok, papar , rungus, tatana, tebilung, tombonuwo, tutong 1; bonggi (prije klasificiran u mezofilipinske jezike).
E16. Punan-Nibong (2), Malezija/Sarawak: penan zapadni i istočni.
E7. Kayan-Murik (17)
a. Kayan (8)Indonezija/Kalimantan: bahau, baram kayan, busang, kayan mahakam, mendalam kajan, rejang kayan, wahau kayan, kayan river kajan ili Kajang.
b. Modang (2) Indonezija/Kalimantan: modang, segai.
c. Muller-Schwaner `Punan' (6) Indonezija/Kalimantan: aoheng, bukat, hovongan, kereho-uheng, punan aput, punan merah.
d. Murik (1), Malezija/Sarawak: murik kayan.

#### Sjeverozapadna Sumatra
(12) 
a. Gayo (1), Indonezija/Sumatra: gayo
b. Sumatra (12)
a. Batak (7), Indonezija/Sumatra: batak alas-kluet, batak angkola, batak dairi, batak karo, batak mandailing, batak simalungun, batak toba.
c. Mentawai (1), Indonezija: mentawai.
d. sjeverni (3), Indonezija: nias, sikule, simeulue.

#### Neklasificirani
(3)Indonezija, Filipini:  gorap, katabaga, nasal (priznat 2008)

## Baskijski jezici
(1), Španjolska, Francuska
baskijski,
Izgubli status jezika 2007 (2): navarro-labourdin, souletin (souletino).

## Cant jezici
Izbrisana s popisa. Jedini jezik bio je pitkernski ili englesko-tahićanski koji se sada klasificira u kreolske jezike
(1), otok Norfolk
englesko-tahićanski

## Čukotsko-kamčatski jezici
(5), Rusija:
Sjeverni: alutor, čukčijski (Chukchee), kerek, korjak
Južni: itelmen.

## Dravidski jezici
(73), Indija:

### centralni
(5)
a1 Kolami-Naiki (2): kolami (sjeverozapadni, jugoistočni)
a2 Parji-Gadaba (3): duruwa, gadaba (2 jezika: mudhili, pottangi ollar).

### sjeverni
(5): brahui, kumarbhag paharia, kurux, nepalski kurux, sauria paharia.

### jug-centar
(21)
a1 Gondi-Kui (16)
a. Gondi (10): gondi (dva jezika: sjeverni i južni), khirwar, maria (2 jezika: dandami i maria), muria (3 jezika: istočni, daleki zapad/far western i zapadni), nagarchal, pardhan.
b. Konda-Kui (6): konda-dora, koya, kui, kuvi, manda, pengo.
a2 Telugu (5):  chenchu, manna-dora, savara, telugu, waddar.

### jug
(34)
a. Tamil-Kannada (28)
a1. Kannada (4): badaga, holiya, kannada, urali.
a2. Tamil-Kodagu (24): aranadan, irula, kadar, kaikadi, kodagu, kota, kurumba (5 jezika, alu, kurumba, jennu, mullu, betta), malapandaram, malaryan, malavedan, malayalam, mannan, muthuvan, paliyan, paniya, ravula, sholaga, tamil, toda, yerukula.
b. Tulu (5): bellari, koraga (2 jezika: korra, mudu), kudiya, tulu.
c. neklasificirani (1): ullatan

### neklasificirani
(8): allar, bazigar, bharia, kamar, kanikkaran, kurichiya, malankuravan, vishavan.

## Eskimsko-aleutski jezici
(11)

### Aleutski
(1), Rusija, SAD: aleutski

### Eskimski
(10), Kanada, SAD, Rusija: deset različitih eskimskih jezika nazivanih inupiatun, inuktitut i yupik: grenlandski inuktitut, istočnokanadski inuktitut, sjevernoaljaski inupiatun, sjeverozapadni aljaski inupiatun, zapadnokanadski inuktitut; centralni yupik, centralnosibirski yupik, naukan yupik, pacifičkozaljevski yupik, sirenikski yupik.

## Hmong-Mien jezici
ili Mjao-Jao (35)

### Hmong jezici
(29)
1. Bunu (4): bunu (4 jezika: younuo, wunai, bu-nao, jiongnai.
2. Chuanqiandian (22): hmong (14 jezika: južni mashan, središnji huishui, sjeveroistočni dian miao, istočni huishui, jugozapadni guiyang, jugozapadni huishui, sjeverni huishui, chonganjiang, luopohe, središnji mashan, sjeverni mashan, zapadni mashan, južni guiyang, sjeverni guiyang), hmong daw, hmong dô, hmong don, hmong njua, hmong shua.
3. Pa-hng (1), Kina: pa-hng .
4. Qiandong (3), Kina: hmong (3 jezika: sjeverni qiandong, istočni qiandong, južni qiandong.
5. Xiangxi (2), Kina: hmong (2 jezika: zapadni xiangxi, istočni xiangxi)

### Ho Nte
(1), Kina: she.

### Mien jezici
(5)
1. Biao-Jiao (1), Kina: biao-jiao mien
2. Mian-Jin (3), Kina: biao mon, iu mien, kim mun.
3. Zaomin (1) Kina: dzao min.
- Mjao-Jao jezici

## Indijanski jezici
- Jezične porodice u Sjevernoj Americi u vrijeme prvog doseljavanja Europljana

### Ajmara jezici
(3), Bolivija, Peru; aymara (2 jezika: južni i središnji), jaqaru.

### Alacaluf jezici
(2), Čile: kakauhua, qawasqar.

### Algonkijski jezici/Algic
(44), SAD, Kanada: abnaki (2 jezika, istočni i zapadni), algonquin, arapaho, atikamekw, blackfoot, carolina algonquian, cheyenne, chippewa, cree (4 jezika: moose, plains, swampy, woods), east cree (dva jezika; sjeverni i južni), gros ventre, kickapoo, lumbee, mahican, malecite-passamaquoddy, menominee, mesquakie, miami, micmac, mohegan-montauk-narragansett, montagnais, munsee, nanticoke, naskapi, nawathinehena, ojibwa (5 jezika: središnji, istočni, sjeverozapadni, severn, južni), ottawa, piscataway, potawatomi, powhatan, shawnee, unami, wampanoag; Quiripi
a) ritwan: wiyot, yurok.
- Algijski jezici

### Arauan jezici
(8), Brazil: arua †, culina, dení, jamamadí, jaruára, paumarí, izgubili status jezika: banawá, suruahá.

### Araukanski jezici
(2), Čile, Argentina: huilliche, mapudungun.

### Aravački jezici
(64), Južna Amerika
A) Maipuran (58)
a1. središnji Maipuran (6), Brazil: enawené-nawé, mehináku, parecís, saraveca, waurá, yawalapití.
a2. istočni Maipuran (1), Brazil: palikúr.
a3. Mawayana (Gvajana): mawayana.
a4. sjeverni Maipuran (26) Kolumbija, Venezuela, Brazil, Gvajana, Bahami, Surinam: achagua, arawak, atorada, baniva, baniwa, baré, cabiyarí, carútana, curripaco, garifuna, guarequena, ipeka-tapuia, mandahuaca, mapidian, otočni carib, paraujano, piapoco, resígaro, taino, tariano, tubarão, wapishana, wayuu, yabaâna, yavitero, yucuna.
a5. južni Maipuran (22) Peru, Bolivija, Brazil: ajyíninka apurucayali, apurinã, asháninka, ashéninka (5 jezika: ucayali-yurúa, pichis, južni ucayali, pajonal, perené), baure, caquinte, guana, ignaciano, iñapari, irántxe, machiguenga,  machinere, mashco piro, nanti, nomatsiguenga, terêna, trinitario, yine.
a6. zapadni Maipuran (2), Peru: chamicuro, yanesha'.
B) neklasificirani (6) Kolumbija, Brazil, Argentina: chané, cumeral, omejes, ponares, tomedes, xiriâna.

### Arutani-Sape
(2) Brazil, Venezuela: arutani, sapé.

### Barbacoa
(7) Kolumbija, Ekvador: andaqui, awa-cuaiquer, barbacoas, chachi, colorado, guambiano, totoro.

### Beothukan
(1): beothuk

### Caddoan
(5) SAD: arikara, caddo, kitsai, pawnee, wichita.

### Kawapana
(2) Peru: chayahuita, jebero.

### Karipski jezici
(32), Brazil, Venezuela, Gvajana, Surinam, Kolumbija: akawaio, akurio, apalaí, arára, atruahí, bakairí, carib (galibi), carijona, chaima, coyaima, cumanagoto, eñepa, hixkaryána, ikpeng, japrería, kaxuiâna, kuikúro-kalapálo, macushi, mapoyo, maquiritari, matipuhy, patamona, pemon, pémono, salumá, sikiana, tamanaku, trió, waiwai,  wayana, yabarana, yukpa.

### Katukina jezici
(3), Brazil: kanamarí, Katawixi, katukína.

### Čapakura/čapakura-vanjam
(5), Bolivija, Brazil: itene, kabixí, oro win, pakaásnovos, torá. 

### čibčanski jezici
(22) Kolumbija, Ekvador, Panama, Kostarika: arhuaco, barí, boruca, bribri, buglere, cabécar, chibcha, chimila, cofán, cogui, malayo, maléku jaíka, ngäbere, paya-pucuro kuna, pech, rama, san blas kuna, teribe, tunebo (4 jezika: barro negro, zapadni, angosturas, središnji).

### čimakuan jezici
(2) Washington: chimakum, quileute.

### Choco jezici
(12), Kolumbija, Panama: anserma, arma, caramanta, cauca, emberá-baudó, emberá-catío, emberá-chamí, emberá-tadó, epena, runa, sjeverni emberá, woun meu.

### Čon
(2) Argentina: ona, tehuelche, 

### Čumaš jezici
(7) Kalifornija: barbareño, chumash, cruzeño, ineseño, obispeño, purisimeño, ventureño.

### Coahuilteca jezic
(1), Teksas: tonkawa.

### Guahibo jezici
(5): cuiba, guahibo, guayabero, macaguán, playero.

### Guarauan
(1): warao

### zaljevski jezici
(4) SAD: atakapa, chitimacha, natchez, tunica.

### Harakmbet
(2) Peru: amarakaeri, huachipaeri.

### Hibito-Cholón
(2) Peru: cholón, hibito.

### Hoka
(28): achumawi, atsugewi, chimariko, chontal (2 jezika: highland oaxaca, lowland oaxaca), cochimi, cocopa, esselen, havasupai-walapai-yavapai, karok, kashaya, kiliwa, kumiai, maricopa, mohave, paipai, pomo (6 jezika: istočni, sjeveroistočni, sjeverni, južni, središnji, jugoistočni), quechan, salinan, seri, shasta, washo, yana.

### Huamói
(1): Uamué

### Huave
(4) Meksiko: huave jezici (san dionisio del mar, san francisco del mar, san mateo del mar, santa maría del mar).

### Irokeški jezici
(11), Kanada, SAD: cayuga,  cherokee, laurentian, mohawk, nottoway,  oneida, onondaga, seneca, susquehannock, tuscarora, wyandot.

### Jivaro jezici
(4) Ekvador, Peru: achuar-shiwiar, aguaruna, huambisa, shuar.

### Kečuanski jezici
(46): nose nazive quechua ili quichua, ingano, inga, Jauja Wanca Quechua.

### Keres jezici
(2) Novi Meksiko: keres istočni i zapadni.

### Kiowa Tanoan jezici
(6): jemez, kiowa, piro, tewa i sjeverni i južni tiwa.

### Lule-Vilela
(1) Argentina: vilela

### Macro-Gé
(32) Brazil: acroá, apinayé, arikapú, borôro, canela, chiquitano, fulniô, gavião (parakatêjê, pukobjê ), guató, jabutí, kaingáng (dva jezika), kamakan, karajá, kayapó, krahô, kreen-akarore, krenak, kreye, krikati-timbira, maxakalí, ofayé, oti, otuke, puri, rikbaktsa, suyá, umotína, xakriabá, xavánte, xerénte, xokleng. 

### Maku
(6), Brazil, Kolumbija: cacua, dâw, hupdë, nadëb, nukak makú, yuhup.

### Mascoi jezici
(5) Paragvaj: emok, guana, lengua, sanapaná, toba-maskoy.

### Mataco-Guaicuru jezici
(12)
A) Guaycuru, (5) Argentina, Brazil: abipon, kadiwéu, mocoví, pilagá, toba.
B) Mataco (7), Argentina, Paragvaj: chorote (2 jezika: iyo'wujwa, iyojwa'ja), maca, nivaclé, wichí lhamtés güisnay, wichí lhamtés nocten, wichí lhamtés vejoz.

### Maya jezici
(69) Meksiko, Gvatemala, Belize: achi' (2 jezika: cubulco i rabinal), akateko, awakateko, chicomuceltec, chol (2 jezika: tila i tumbalá), chontal, ch'orti', chuj (2 jezika: san sebastián coatán, ixtatán), huastec (3 jezika: jugoistočni, veracruz i san luís potosí), itza', ixil (3: nebaj, chajul, san juan cotzal), jakalteko (2: istočni i zapadni), kaqchikel (10 jezika: akatenango jugozapadni, središnji, istočni, sjeverni,  santa maría de jesús, santo domingo xenacoj, središnji jug, južni, zapadni, yepocapa jugozapadni), k'iche' (6 jezika: središnji, cune'n, istočni, joyabaj, san andre's, središnji zapad; cantel Quiche), lacandon, mam (5 jezika: sjeverni, južni, tajumulco, središnji, todos santos cuchumatán), maya (3 jezika: mopán, (belize) yucatec, chan santa cruz), mocho, poqomam (3 jezika: istočni, središnji, južni), poqomchi' (2 jezika: zapadni i istočni), istočni q'anjob'al, q'eqchi', sakapulteko, sipakapense, tacanec, tektiteko, tojolabal, tzeltal (2 jezika: bachajón, oxchuc), tzotzil (6 jezika: chamula, chenalhó, venustiano carranza, san andrés larrainzar, huixtán, zinacantán, tz'utujil (2 jezika: istočni i zapadni), uspanteko.

### Misumalpanski jezici
(4) Salvador, Nikaragva: cacaopera,  matagalpa, mískito, sumo-mayangna.

### Mixe-Zoque
(17) Meksiko: mixe (8 mixe jezika: coatlán, prevlaka/isthmus, juquila,  mazatlán, središnji sjever, quetzaltepec, totontepec, tlahuitoltepec), popoluca (4 jezika: oluta, sayula, sierra, texistepec), zoque (5 jezika: copainalá, rayón, francisco león, chimalapa, tabasco).

### Mura jezici
(1) Brazil: pirahã

### Muskogean
(6): alabama, koasati, mikasuki, muskogee, choctaw, chickasaw.

### Na-Déné
(47)
A) Haida (2), Kanada, Aljaska: haida sjeverni i južni.
B) Athapaskan-Eyak (44)
b1. Athapaskan (43), Kanada, SAD: ahtena, babine, beaver, carrier (2 jezika, carrier i južni carrier), southern), chetco, chilcotin, chipewyan, coquille, degexit'an, dogrib, galice, gwich'in, han, holikachuk, hupa, jicarilla, kaska, kato, kiowa apache, koyukon, lipan, mattole, mescalero-chiricahua, navajo, sarsi, sekani, slavey (2: sjeverni i južni), tagish, tahltan, tanacross, tanaina, tanana (2: donji i gornji), tolowa, tsetsaut, tutchone  (2: južni i sjeverni), tututni, upper kuskokwim, wailaki, western apache.
b2. Eyak (1) Aljaska: eyak
C) Tlingit (1) Aljaska: tlingit

### Nambiquara jezici
(3), Brazil: alapmunte, Lakondê, nambikuára (sjeverni i južni), sabanês.

### Oto-Mangue jezici
(174), Meksiko: 
A) amuzgo (3), Meksiko: 3 amuzgo jezika: Amuzgo de San Pedro Amuzgos, Ipalapa Amuzgo, Nomndaa
B) Chiapanec-Mangue (2), Meksiko, Kostarika: chiapanec, chorotega.
C) Chinantecan (14), Meksiko 14. različitih chinantec jezika: valle nacional činantek,
D) Mixtecan (57): cuicatec, 53 mixtec jezika, 3 trique jezika:
Mixtec:
Trique:yutanduchi mixtec
E) Otopame (17): chichimeca-jonaz, 2 matlatzinca jezika, 2 mazahua, 9 otomi jezika, 3 pame jezika.
F) Popolocan (17): chochotec, 7 popoloca jezika, ixcatec, 8 mazatec jezika.
G) Zapotec (64): 6 chatino jezika, 58 zapotec jezika: Ocotlán Zapotec

### Panoanski jezici
(28), Brazil, Peru, Bolivija: amahuaca, atsahuaca, capanahua, cashibo-cacataibo, cashinahua, chácobo, isconahua, katukína, kaxararí, marúbo, matís, matsés,  nocamán, nukuini, pacahuara, panobo, pisabo, poyanáwa, remo, sensi, sharanahua, shinabo, shipibo-conibo, tuxináwa, xipináwa, yaminahua, yawanawa, yora.

### Peba-Yagua(2)
Peru: peba, yagua.

### Penutski jezici/Penutian
(33):
A) Kalifornijski penutski/California Penutian (1): wintu.
B) Činučki/Chinookan (2): chinook, wasco-wishram
C) Maidu (4): nisenan i 3 maidu jezika.
D) Oregonski penutski/Oregon Penutian (5): alsea, coos, kalapuya, siuslaw, takelma.
E) Penutski s platoa/Plateau Penutian (6), Oregon, Washington: klamath-modoc, nez perce, tenino, umatilla, wallawalla, yakima.
F) Tsimshian (3): gitxsan, nisga'a, tsimshian.
G) Yok-Utian (11): karkin, miwok (7 jezika), ohlone (2 jezika, sjeverni i južni), yokuts.

### Puinave
(1):puinave

### Sabelan
(1): waorani

### Salishan jezici
(27) kanada, SAD: bella coola, chehalis (2 jezika: donji i gornji), clallam, coeur d'alene, columbia-wenatchi, comox, cowlitz, halkomelem, kalispel-pend d'oreille, lillooet, lushootseed, nooksack, okanagan, pentlatch, quinault, salish (2 jezika: straits, southern puget sound), sechelt, shuswap, skagit, snohomish, spokane, squamish, thompson, tillamook, twana.

### Saliva jezici
(3), Venezuela, Kolumbija: maco, piaroa, sáliba.

### Siouan jezici
(17), SAD, Kanada: assiniboine, biloxi, catawba, crow, dakota, hidatsa, ho-chunk, iowa-oto, kansa, lakota, mandan, ofo, omaha-ponca, osage, quapaw, stoney, tutelo.

### Subtiaba-Tlapanec
(5), Nikaragva, Meksiko: subtiaba i 4 tlapanec jezika: tlacoapa me’phaa,

### Tacana jezici
(6), Bolivija: araona, cavineña, ese ejja, reyesano, tacana, toromono.

### Tarascan
(2), Meksiko: 2 purepecha jezika: Purepecha, purépecha del oeste de las sierras

### Totonac jezici
(11), Meksiko: 3 tepehua i 8 totonac jezika. 

### Tucano jezici
(25) Kolumbija, Ekvador, Brazil: arapaso, barasana, carapana, desano, guanano, koreguaje, macaguaje, macuna, miriti, orejón, piratapuyo, pokangá, secoya, siona, siriano, tama, tanimuca-retuarã, tatuyo, tetete, tucano, tuyuca, waimaha, yahuna, yurutí.

### Tupi jezici
(76)
A) Arikem (2), Brazil: Arikem, Karitiâna.
B) Aweti (1), Brazil: aweti.
C) Mawe-Satere (1), Brazil: sateré-mawé.
D) Monde (6), Brazil: aruá, cinta larga, gavião do jiparaná, kanoé, mondé, suruí.
E: Munduruku (2), Brazil: kuruáya, mundurukú.
F) Purubora (1), Brazil: puruborá.
G) Ramarama (2), Brazil: karo, urumi.
H) Tupari (5), Brazil: kepkiriwát, makuráp, sakirabiá, tuparí, wayoró.
I) Tupi-Guarani (53), Brazil, Bolivija, Paragvaj, Peru, Francuska Gijana: aché, amanayé, amundava, anambé, apiacá, araweté, asuriní (2 jezika: akwaya, Awaté), aurá, avá-canoeiro, chiripá,cocama-cocamilla, emerillon, guajá,  guajajára,  guaraní (4 jezika, zapadnobolivijski, istočnobolivijski, paragvajski, mbyá), guarayu, jorá, júma, kaiwá, kamayurá, karipúna, karipuná, kayabí, morerebi, nhengatu, omagua, pai tavytera, parakanã, paranawát, pauserna, potiguára, sirionó, suruí do pará, tapieté, tapirapé, tembé, tenharim, tukumanféd, tupí, tupinambá, tupinikin, turiwára, urubú-kaapor, uru-eu-wau-wau, wayampi, wiraféd, xetá, yuqui, zo'é.
J) Yuruna (3): jurúna, maritsauá, xipaya.

### Uru-Chipaya
(2), Bolivija: chipaya, uru.

### Uto-Aztec jezici
(61)
A) Hopi (1), Arizona: hopi.
B) Numic (7), SAD: comanche, kawaiisu, mono, northern paiute, panamint, shoshoni, ute-southern paiute.
C) Takic (4), SAD, cahuilla, cupeño, luiseño, serrano.
D) Tübatulabal, (1), Kalifornija: tübatulabal.
F) Astečki (29), Meksiko: 28 različitih nahuatl jezika, pipil.
G) Sonorski (19) Meksiko: 2 cora jezika (santa teresa cora), huarijio, huishol, jugoistočni tepehuan, jugozapadni tepehuan, mayo, opata, pima bajo, 5 tarahumara jezika, tepecano, sjeverni tepehuan (tepehuán del norte), tohono o'odham, tubar, yaqui.

### Wakashan
(5), Britanska Kolumbija: haisla, heiltsuk, kwakiutl, makah, nootka.

### Witoto jezici
(6):
A) Bora (2), Kolumbija, Peru: bora, muinane
B) Witoto (4), Peru, Kolumbija: minica, murui witoto, nipode witoto, ocaina

### Yanomam jezici
(4), Venezuela, Brazil: ninam, sanumá, yanomámi, yanomamö.

### Yuki jezici
(2), Kalifornija: wappo, yuki.

### Nekalsificirani
(1): Yuwana

### Zamuco jezici
(2), Paragvaj: ayoreo, chamacoco.

### Zaparo jezici
(7), Peru, Ekvador: andoa, arabela, aushiri, cahuarano, iquito, omurano, záparo.

## Vanjske poveznice
- Ethnologue: Fourteenth Edition Language family index (14th)
- Ethnologue language family index (15th)
- Ethnologue language family index (16th)
- The LLOW-database  Arhivirana inačica izvorne stranice od 16. siječnja 2010. (Wayback Machine)
- The Linguist List  Arhivirana inačica izvorne stranice od 30. ožujka 2009. (Wayback Machine)